# Lijst van spelers van Deportes Tolima
Deze lijst omvat voetballers die bij de Colombiaanse voetbalclub Deportes Tolima spelen of gespeeld hebben. De spelers zijn alfabetisch gerangschikt.

## A
- Hamilton Acuña
- Aladesamni Ademola
- Danny Aguilar
- Herly Alcázar
- Ricardo Álvarez
- Anibal Alzate
- Yulian Anchico
- Manuel Arboleda
- William Arias
- Franco Arizala
- Javier Arizala
- Jair Arrechea
- Jorge Artigas
- Luis Asprilla
- Walter Avalos

## B
- Jorge Banguero
- Julian Barahona
- Luis Barbat
- Elson Becerra
- Gerardo Bedoya
- Jorge Bocanegra
- Gustavo Bolívar
- Víctor Bonilla
- Daniel Briceño
- Óscar Briceño
- Amir Buelvas
- Darío Bustos

## C
- José Cáceres
- Germán Caicedo
- Roller Cambindo
- Mike Campaz
- Robinson Cañas
- Mayer Candelo
- Fernando Cárdenas
- William Carrascal
- Armando Carrillo
- Geovanis Cassiani
- Breiner Castillo
- Jairo Castillo
- Rafael Castillo
- Hugo Centurión
- Hernán Cespedes
- Diego Chará
- Yimmi Chará
- John Charría
- Luis Closa
- Diego Cochas
- Alex Comas
- Yeferson Cordoba
- Iván Corredor
- Hilario Cuenú
- Juan Cuero

## D
- Marlon Díaz
- Wilmer Díaz
- Arley Dinas

## E
- Juan Escobar
- Fabio Espinosa

## F
- Alfredo Ferrer
- Maximiliano Flotta
- Edison Fonseca
- Yuberney Franco

## G
- Manuel Galarcio
- Roberto Gamarra
- Geovanni García
- Gilberto García
- Gilberto García Olarte
- Luis Augusto García
- Pablo Giménez
- Julian Giraldo
- Diego Gómez
- Juan Gómez
- Carlos González
- Franklin González

## H
- Rubén Darío Hernández
- Jhon Hurtado
- Julián Hurtado

## I
- Arnoldo Iguarán

## J
- Agustín Julio

## L
- Osman López
- Carlos Lugo

## M
- Rodrigo Marangoni
- Erlin Marquinez
- Christian Marrugo
- Gonzalo Martínez
- Yesid Martínez
- Ervin Maturana
- Francisco Maturana
- Orlando Maturana
- Wilder Medina
- Christián Mejía
- Donald Millan
- Leonardo Mina
- Davinson Monsalve
- John Montaño
- Adilio Mora
- Luis Antonio Moreno
- Jaime Morón
- Luis Mosquera
- Elkin Murillo

## N
- Nicolás Nahuad
- Felix Noquera

## O
- Fernando Oliveira
- Júlio Ortellado
- Juan Osuna

## P
- Wilmer Parra
- Óscar Passo
- Hernando Patiño
- Luis Peralta
- Luis Carlos Perea
- Luis Francisco Pérez
- Jorge Perlaza
- Marlon Piedrahita
- Miller Piedrahita
- Eduard Pinzón
- Célimo Polo
- José Preciado

## Q
- Enrique Quiñónez
- Luis Quiñónez
- Carlos Quintero
- Silvio Quintero

## R
- Andrés Ramírez
- Jhon Ramírez
- Juan Ramírez
- Rafael Reyes
- César Rivas
- Nelson Rivas
- Luis Rivera
- Milton Rodríguez
- Léiner Rolong
- Alex da Rosa
- Dumar Rueda
- José Luis Russo

## S
- Danny Santoya
- Gustavo Savoia
- Jorge Serna
- Janer Serpa
- Guillermo Sierra
- Antony Silva
- Jesús Sinisterra

## T
- Luis Tejada

## U
- Albeiro Usuriaga

## V
- Diego Vacca
- Jesús Valencia
- Gerardo Vallejo
- Efrain Viáfara
- Onel Vidal
- Eduardo Vilarete
- David Villalba
- Eddy Villaraga
- Kilian Virviescas